# ناحیه مرکزی حسکه
ناحیه مرکزی حسکه (به عربی: ناحیة مرکز الحسکة) یک ناحیه در سوریه است که در منطقه الحسکه واقع شده‌است. ناحیه مرکزی حسکه ۲۵۱٬۵۷۰ نفر جمعیت دارد.